# 조지프 나이
조지프 사무엘 나이 주니어(Joseph Samuel Nye, Jr., 1937년 1월 19일 ~ 2025년 5월 6일)는 미국의 정치학자이자, 하버드 대학교의 전 하버드 케네디 스쿨 학장이다. 최근에 소프트 파워 이론을 선도했다. 이 문구를 사용함과 더불어 그의 "스마트 파워" 개념은 클린턴 정부와 더 최근에는 오바마 정부의 의원들에 의해 더 유명해졌다.

## 가족
조지프 나이와 그의 아내 몰리 하딩 나이(Molly Harding Nye)는 세 명의 아들이 있다.

## 저서
- 국제분쟁의 이해 (이론과 역사, Understanding International Conflicts: An Introduction to Theory and History, 10th ed.)
- 권력의 미래 (The Future of Power, 2011년)
- 2020 대한민국 다음 십 년을 상상하라 (세계를 움직이는 30인이 바라본 한국의 미래)
- 소프트 파워: 국제 정치의 성공 수단 (Soft Power: The Means to Success in World Politics)
- 제국의 패러독스 (The Paradox of American Power: Why the World’s Only Superpower Can’t Go it Alone)
- 조지프 나이의 리더십 에센셜
- 국민은 왜 정부를 믿지 않는가
- KOREA 2020
- 더러운 손
- 21세기 미국 파워
- Work with China, Don't Contain China (뉴욕타임즈 칼럼, 2013)

## 같이 보기
- 소프트 파워
- 스마트 파워

## 참조
1. ↑  Smart Power, The Huffington Post, November 29, 2007
2. ↑  “보관된 사본”. 2013년 1월 14일에 원본 문서에서 보존된 문서. 2014년 2월 4일에 확인함.